# Holarchaea novaeseelandiae
Espèce
Synonymes
- Archaea novaeseelandiae Forster, 1949

Holarchaea novaeseelandiae est une espèce d'araignées aranéomorphes de la famille des Anapidae.

## Distribution
Cette espèce est endémique de Nouvelle-Zélande.

## Publication originale
- Forster, 1949 : New Zealand spiders of the family Archaeidae. Records of the Canterbury Museum, vol. 5, p. 193-203.